# Rashtriya Janata Dal (Democratic)
Rashtriya Janata Dal (Democratic) ("Nationella folkpartiet (demokratiskt)") var ett politiskt parti i Indien, bildat när en grupp bestående av fem parlamentariker (tre i Lok Sabha, två i Rajya Sabha) bröt sig ur Rashtriya Janata Dal 2001. 
RJD(D) gick med i National Democratic Alliance och partiets ledare Nagmani blev minister i Atal Bihari Vajpayees regering 2003. Senare samma år gick RJD(D) samman med Bharatiya Janata Party.